# Коэффициент обслуживания долга
В области экономики и государственных финансов, норма (коэффициент) обслуживания долга (англ. Debt service ratio, DS ratio) представляет собой отношение платежей по обслуживанию долга страны к доходам от её экспорта. Здоровое финансовое состояние государства предполагает низкое значение данного показателя. Для большинства стран коэффициент варьируется в промежутке от 0 до 20%.
Существует показатель, обратный норме обслуживания долга — коэффициент покрытия выплат по обслуживанию долга (англ. Debt service coverage ratio, DSC ratio). Он рассчитывается как отношение дохода страны от экспорта к величине её платежей по обслуживанию долга.